# Zelotes florisbad
Zelotes florisbad är en spindelart som beskrevs av FitzPatrick 2007. Zelotes florisbad ingår i släktet Zelotes och familjen plattbuksspindlar. Inga underarter finns listade i Catalogue of Life.